# Reziprokes Lehren
Reziprokes Lehren ist eine Unterrichtsform mit dem Ziel, das
Leseverständnis zu fördern.

## Vorgehen
Der in der Sitzung zu bearbeitende Text wird von dem anleitenden Lehrer in
einzelne Abschnitte gegliedert. Diese Abschnitte werden nacheinander behandelt
und erst bei Bearbeitung den teilnehmenden Schülern ausgehändigt.
In jeder Sitzung übernimmt eine andere Person die Lehrerrolle für einen Textabschnitt (zu Beginn meist die Lehrkraft selbst, später die Schüler). Die
Person, die die Lehrerrolle übernimmt, ist für die Moderation der Runde und die Ausführung der unten genannten Strategien zuständig. Jeder Textabschnitt wird nacheinander mit folgenden Strategien bearbeitet:
Fragen stellen (Questioning)
Diese Strategie dient zur Überprüfung (self-monitoring) des Verständnisses des Abschnitts. Die gestellten Fragen sollen sich dabei idealerweise nicht direkt auf die im Text gegebenen Informationen beziehen, sondern sich über den Rahmen des Textes hinausbewegen (Fragen, die der Text nicht direkt beantwortet).
Zusammenfassen (Summarizing)
Auch das Zusammenfassen dient zur Überprüfung des Textverständnisses. Die Schüler sollen dabei lernen, dass sie, wenn sie nicht in der Lage sind, eine Zusammenfassung zu geben, den Text nicht genau verstanden haben.
Klarstellen (Clarification)
Im Gegensatz zum Zusammenfassen soll hier nicht das globale Verständnis des Textes überprüft werden, sondern ob einzelne Wörter oder Sätze in dem Abschnitt ungeklärt geblieben sind.
Vorhersage (Prediction)
Die Schüler werden dazu aufgefordert, eine Vermutung zu äußern, worauf der Autor im nächsten Abschnitt eingehen könnte.
Auch wenn die Lehrerrolle nicht mehr von der Lehrkraft selbst übernommen wird, bietet die Lehrkraft weiterhin Hilfestellung an, kritisiert und greift bei
Problemen ein. Verbessert sich der Leistungsgrad der Schüler, sollte die Unterstützung immer weiter zurückgefahren werden (Fading).
Die Lehrkraft sollte ebenfalls dergestalt eingreifen, dass eine Metakognition bei den Schülern entsteht. Konkret könnte sie zum Beispiel fragen, warum eine Zusammenfassung besser oder schlechter als eine andere ist. Sie fördert somit die Explikation und Weiterentwicklung sogenannter impliziter Theorien (Prototheorien) über eine gute Zusammenfassung.

## Theorie
Der theoretische Hintergrund des Reciprocal Teaching bildet das Cognitive Apprenticeship.
Die oben aufgeführten Strategien sollen den Schülern helfen ein konzeptuelles
Modell des Lesens aufzustellen. Es soll davon weggeführt werden, dass Lesen
aus dem Erkennen und Aussprechen von Wörtern besteht. Reciprocal Teaching geht
davon aus, dass Lesen auch aus Fragen stellen, Vorhersagen und Zusammenfassen
besteht und Evaluationen, ob ein Text bzw. eine bestimmte Textstelle
verstanden wurde.
Ein kritischer Faktor besteht darin, dass Schüler den Lehrer beobachten
können, wie ein Experte beim Lesen vorgeht, und ihr eigenes Verhalten beim
Lesen kritisch mit dem des Lehrers vergleichen. Entscheidend ist hier
jedoch, dass der Lehrer auch seine eigenen Gedanken ausspricht und die Schüler
so einen Zugang zu den eigentlichen kognitiven Prozessen erhalten.

## Empirische Befunde
Empirische Befunde legen eine hohe Wirksamkeit der Methode dar, auch wenn sie
von Lehrkräften an die tatsächlichen Bedürfnisse angepasst werden. Lehrer
berichten jedoch, dass die verschiedenen Strategien nicht adäquat von Schülern
angewandt werden. So sind die gestellten Fragen oder Zusammenfassungen sehr
nah am Text.